# 申請代理
申請代理（しんせいだいり）とは、官公署等の手続きを代理権限で行うこと。代理申請ともいう。

## 民法上の代理人との違い
本人に法律効果を生じる類似の制度として民法上の代理がある、民法上の代理は、本人に代わって別の人間が民事上の意思表示を行うことにより法律行為（契約等）を行い、その効果が本人に帰属する制度をいう。民法上の代理は私的自治の拡張や補充と説明され、「意思能力」「行為能力」があれば代理人に就任することは可能であり、行政法規等による罰則規定の伴う就任規制は存在しない。（但し、双方代理の禁止原則や、会社法の会社役員の欠格事由の様な定めは存在する）。
一方、申請代理とは、官公署等に対して申請行為を行う際の代理を指す。本人の行う申請行為は、官公署に対して一定内容の処分等を要求する公法上の（意思表示含む）行為であって、一定の方式を践むことを要する要式行為であると説明されることから、その公法上の要式性をもった意思表示を代理すると説明される。各種行政法、行政手続法等の行政法規、司法書士法、税理士法等の各種士業法等、民法以外の主に行政法規に規定のある代理を指し、民法上の代理と比較してその性質につき差異が存在する。私的自治の拡張の性質では同じであるが、一定の方式を践むことを要する要式行為である事から申請代理人には専門性が要求される場合があり、各種士業法等により申請代理人に就任し申請行為を行う際には資格登録が必要である等の規制が存在する場合がある。

## 申請代理、代行の具体的な事例

### 補助金の申請代行
補助金の申請代行とは、企業や個人に代わって専門家が補助金の申請手続きを行う行為である。この行為は、補助金の種類や申請手続きが複雑な場合に特に有用である。補助金の申請代行業者は、申請書類の作成、必要書類の収集、提出期限の管理、申請の進捗状況の追跡などを行う。ただ、補助金が行政書士法における提出代理権、独占業務に該当するものかどうかに関しては議論がある。